# Blodtryck

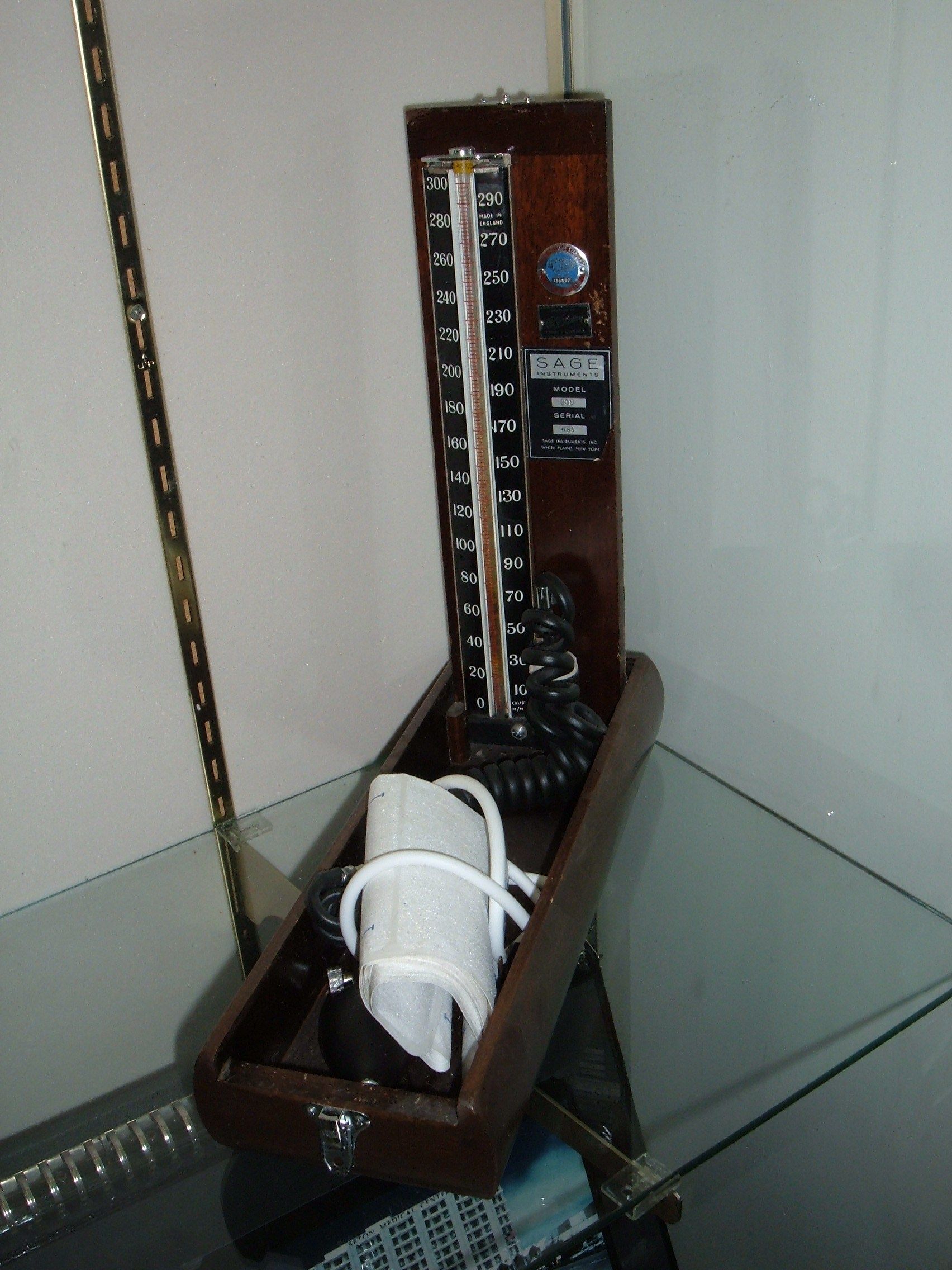
Blodtrycksmätare med kvicksilverpelare.

Blodtryck är det cirkulerande blodets tryck på kärlväggarna. Värdet brukar anges som två tal åtskilda av snedstreck, till exempel 120/80 mmHg, där siffrorna utgör systoliskt respektive diastoliskt tryck: 

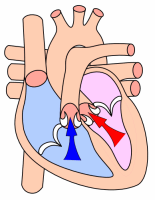
Systole, hjärtat dras samman

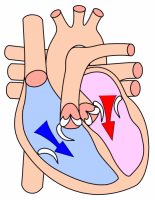
Diastole, hjärtat utvidgas

- Systoliskt blodtryck, det övre trycket, är blodtrycket vid hjärtats sammandragning (systole), vanligen mellan 120 och 140 mmHg (16,0–18,7 kPa) hos en vuxen person.
- Diastoliskt blodtryck, det undre trycket, är blodtrycket vid hjärtats utvidgning (diastole) och bör inte överstiga 90 mmHg (12,0 kPa).

Vid vissa sjukdomstillstånd, till exempel diabetes och njursvikt, rekommenderas det att blodtrycket hålls ännu lägre, max 130/80 mm Hg. Individuella variationer existerar.

## Enheter
Blodtrycket mäts i millimeter kvicksilver (mmHg). Motsvarande SI-enhet är pascal, som anges inom parentes ovan. I Finland är enheten mmHg angiven som tillåtet undantag från Internationella måttenhetssystemet "vid mätning av blodtryck och tryck i andra kroppsvätskor".
Det har diskuterats i sjukvårdskretsar att istället för millimeter kvicksilver mäta blodtrycket i pascal, men detta har rönt stort motstånd; mmHg är i detta sammanhang en väl inarbetad mätenhet som är svår att byta ut. De blodtrycksmanschetter som används av Sveriges försvarsmakt är dock graderade i pascal, men till dessa medföljer en omräkningsskala i mmHg.

## Högt och lågt blodtryck
Högt blodtryck (hypertoni) anses skadligt för kroppen. Högt blodtryck är en vanlig sjukdom i vissa delar av världen och kan leda till komplikationer som stroke eller hjärtinfarkt. Det behandlas ofta med blodtryckssänkande mediciner. En grupp av sådana preparat, ACE-hämmare, motverkar ämnen som drar ihop blodkärlen, så att blodkärlen istället vidgas, vilket leder till minskat blodtryck. Om ett förhöjt blodtryck orsakas av en förträngning av njurartärerna kallas det renovaskulär hypertoni.
Hypotoni innebär lågt blodtryck. Vid akuta tillstånd såsom skador, allvarliga allergiska reaktioner, kraftigt, ofta akut, nedsatt hjärtfunktion eller allvarliga infektioner kan blodtrycket gå ner väldigt kraftigt, vilket kallas hypotoni. Vid systoliskt tryck på under 70 mmHg blir det svårt att få ut blod till alla delar i kroppen och njurarna slutar producera urin på grund av för lågt filtrationstryck. Detta är livshotande. Då blodtrycket är så lågt att inte vitala organ kan perfunderas, '(genom)vattnas', kallas tillståndet chock.
Blodtrycksfall (ortostatisk hypotoni) kan uppträda när en person ställer sig upp från att ha varit liggande.

## Pulstryck
Pulstrycket är skillnaden mellan systoliska och diastoliska trycket. En viss uppskattning om pulstryck kan man få genom pulspalpation - kraftigt puls vid högt pulstryck och svag puls vid lågt pulstryck
Pulstrycket beror på två faktorer: kärlväggarnas följsamhet eller mjukhet ("utvidgningsförmåga", motsats är artärstyvhet) samt hjärtats slagvolym. Trycket i ett kärl beror på hur stor volym som ska tryckas in i det, samt hur mycket väggarna kan utvidga sig till följd av detta. Följsamhet, eller utvidgningsförmåga, beräknas som tryckändring per volymförändring. När aortan inte kan tänjas särskilt mycket, exempelvis när den är förkalkad eller redan väldigt uttänjd av högt blodtryck, kommer pulstrycket att bli mycket högre, eftersom det krävs en mycket högre tryckförändring för att få en viss volymändring.
Högt pulstryck ses vid vissa sjukdomar såsom hypertoni och ateroskleros.

## Reglering
I den fysiologiska regleringen av blodtrycket samverkar flera olika system. Bland annat ingår autonoma nervsystemet (ANS), där framförallt olika tryckreceptorer spelar stor roll. Olika hormoner (till exempel renin, angiotensin, vasopressin, natriuretisk förmaksfaktor) och lokala faktorer (till exempel kväveoxid, endotelin, men även autoreglering) i regleringen.
Den snabba regleringen förmedlas av sympatiska samt parasympatiska nerver till hjärta, blodkärl och njurar.
När blodtrycket snabbt måste höjas, exempelvis som svar på fysisk stress, skickar sympatiska nerver signaler till hjärtmuskeln som ökar sin förmåga att pumpa blod, vilket leder till att blodtrycket höjs. Dessutom skickas sympatiska signaler till glatt muskulatur i blodkärlens väggar, vilket i sin tur leder till kontraktion. Kontraktion leder till att kärldiametern minskar, vilket i sin tur leder till större tryck på mindre tvärsnittsarea; därmed höjs blodtrycket ytterligare.

## Mätning av blodtryck

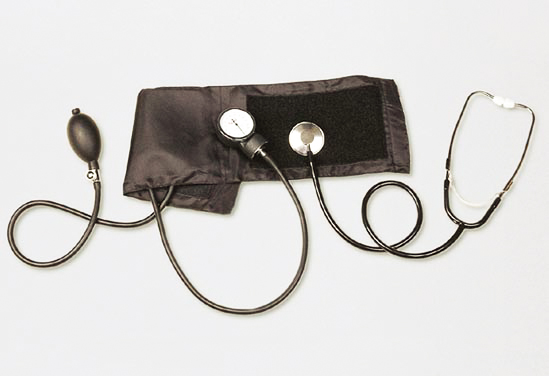
Blodtrycksmanschett och stetoskop som används vid manuell blodtryckskontroll.

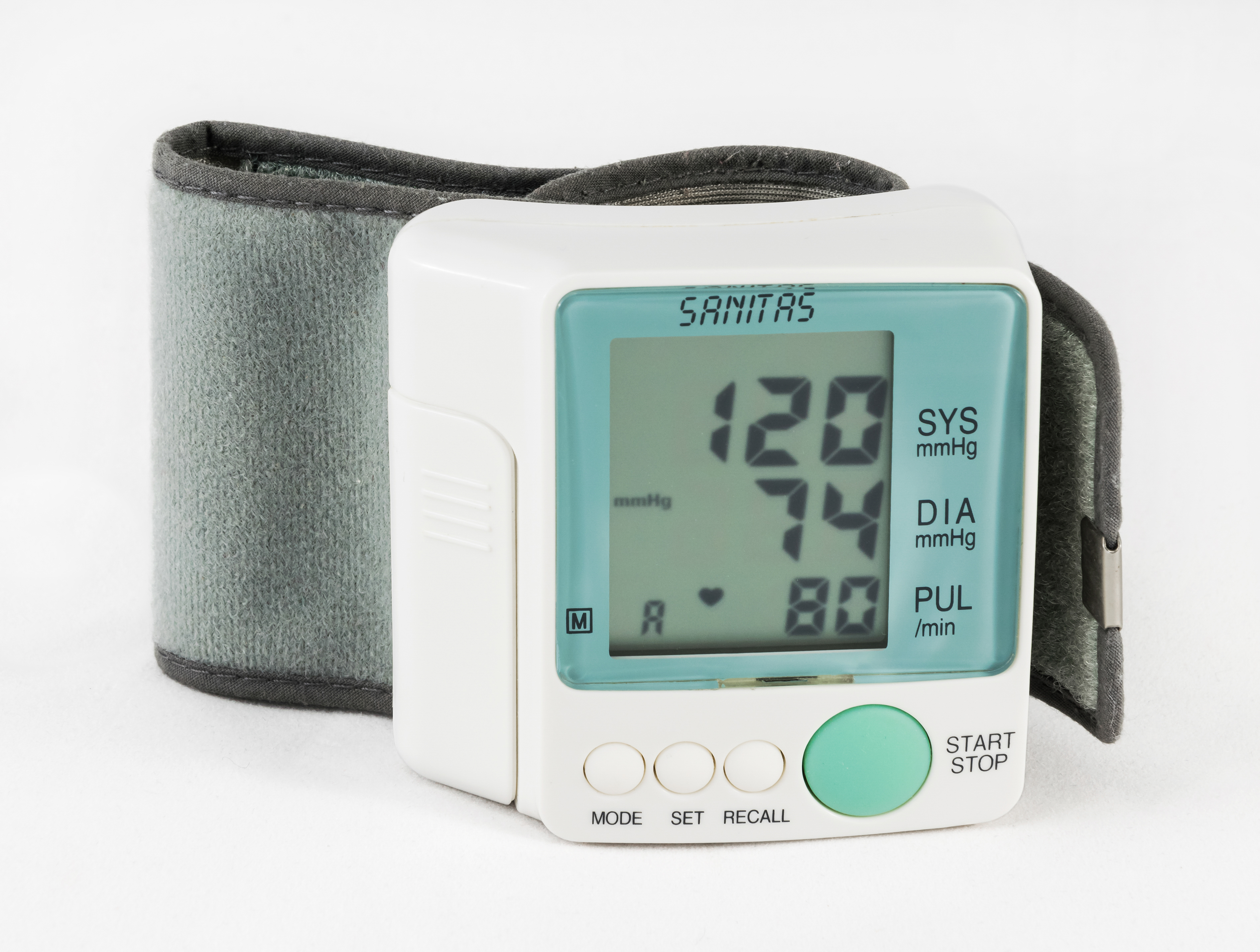
Elektronisk blodtrycksapparat

Blodtrycket kan bland annat mätas auskultatoriskt, genom palpering och med elektroniska blodtrycksmätare.
Generellt vid manuell blodtrycksmätning pumpas en manschett först upp till ett tryck över det systoliska trycket, så att blodflödet i den aktuella artären stängs av. Sedan sänks trycket i manschetten, tills det att pulsen bortom manschetten åter kan registreras, vilket då motsvarar värdet för det systoliska trycket. Sänkningen av manschett-trycket fortsätter, tills det att pulsen ej lägre kan höras med stetoskop, vilket motsvarar värdet för det diastoliska trycket.
Det diastoliska trycket kan i vissa fall misstas för ett silent gap, som är en tyst period mellan det systoliska och diastoliska trycket.

### Palpatorisk blodtrycksmätning
Vid palpatorisk blodtrycksmätning mäts blodtrycket manuellt genom palpation. Metoden kan ge en snabb uppfattning om en patients systoliska blodtryck. Vid denna blodtrycksmätning används en manschett som fästs på patientens överarm och pulsen palperas med fingrarna, antingen i arteria brachialis (nära armvecket) eller i arteria radialis (på handleden).

### Auskultatorisk blodtrycksmätning
Auskultatorisk blodtrycksmätning innebär att man mäter blodtrycket manuellt med hjälp av ett stetoskop. Vid denna blodtrycksmätning fästs en manschett på patientens överarm och ett stetoskop placeras över arteria brachialis.

### Elektronisk blodtrycksmätning
Elektronisk blodtrycksmätning är en automatisk variant av blodtrycksmätning som sker med hjälp av apparater som kan fästas runt handleden. Mätningen är snabb och görs helt av apparaten. Automatiska blodtrycksmätare använder en oscillometrisk mätmetod för att mäta medelblodtrycket. Utifrån det beräknas det systoliska och diastoliska blodtrycket. Dessa mätare är inte tillförlitliga vid högt och lågt blodtryck, hög och låg puls eller rytmrubbningar.

### Blodtrycksmätning med doppler
Med hjälp av ultraljud och dopplerflödesgivare kan man få ett mycket tillförlitligt värde på systoliskt blodtryck. Denna metod bygger på pulsregistrering med hjälp av exempelvis en penndoppler då man sänker trycket i en manschett. 

### Invasiv blodtrycksmätning
För att få riktigt precisa mått på blodtryck kan trycket mätas invasivt, genom att man för in en tunn vätskefylld kateter i ett blodkärl, varvid trycket kan fortplantas utanför kroppen och mätas i en tryckgivare. På detta sätt kan man få mycket precisa mått på blodtrycket och även se hur trycket varierar mellan olika hjärtslag, vilket används inom intensivvård. Det finns även så kallade kateterspetsgivare, där en liten tryckgivaren sitter på katetern inne i blodkärlet och endast en elektrisk signal leds via katetern.

## Behandling av högt blodtryck
Det finns ett flertal typer av blodtryckssänkande läkemedel som används för att sänka blodtrycket. De viktigaste typerna är angiotensin converting enzyme inhibitors (ACE-hämmare), angiotensinreceptorblockerare (ARB), kalciumflödeshämmare och tiaziddiuretika. I de senaste riktlinjerna från European society of cardiology rekommenderas något av dessa läkemedel som förstahandsbehandling vid högt blodtryck. Vid vissa specifika sjukdomstillstånd kan dock andra rekommendationer gälla.

## Varianter
Det som vanligen avses med blodtryck är systemartärtrycket, det vill säga ett mått på blodtryck i stora artärer, som belastar hjärtat som måste åstadkomma detta tryck och stora artärer som måste hantera trycket. Blodtrycksmätning används dock i fler sammanhang för att diagnosticera vissa sjukdomar:

### Ankelblodtryck
Blodtryck kan mätas ungefär enligt ovan även i ankelnivå, och är ofta ungefär samma som armblodtryck. Vid arteriell insufficiens får man dock påverkan på blodflöde till benen som redan i vila blir lägre än i armen. Skillnaden mellan systemartärtryck och ankeltryck accentueras vid ökat blodflöde, till exempel efter ansträngning.
Ganska ofta relateras ankeltrycket till armblodtrycket genom att man bildar en kvot som kallas Ankel/Arm-index eller AnkelBrachialIndex (ABI).
Ibland är ankelblodtrycket otillförlitligt. Tryckmätningen med manschett bygger nämligen på att man kan komprimera artären, och ibland är väggen på artärer så stela att de inte kan komprimeras, till exempel vid mediaskleros, som förekommer bland annat hos patienter med diabetes. Då bör man gå vidare och mäta även tåtryck.

### Tåtryck
Blodtryck i stortån kan ofta ge en bra indikation på förekomst av artärsjukdom. Tåtrycket mäts med en liten manschett runt stortån och någon form av flödesgivare för att detektera när blodet når spetsen av stortån – flödesgivare kan bygga på olika principer såsom fotocell för att detektera färgomslag eller trådtöjningsgivare för att se när tån fylls och blir lite tjockare. 

### Ventryck
Blodtrycket i vener är lågt och varierar mycket bland annat med andningen, men kan mätas ibland. Ett högt ventryck kan ses exempelvis vid hjärtsvikt eller efter en DVT.